# Estádio Luís Pereira
O Estádio Luís Pereira, mais conhecido como Vila Tibério, foi um estádio de futebol brasileiro, que era localizado na cidade de Ribeirão Preto, estado de São Paulo. Pertencia ao Botafogo Futebol Clube e foi um dos primeiros campos de futebol a receber jogos oficiais na região de Ribeirão Preto. Hoje encontra-se desativado. Foi preservada uma parte de uma arquibancada, quando da sua demolição, e hoje funciona no local um clube poliesportivo.

## História
O Estádio Luís Pereira, primeiramente chamado de Campo da Vila Tibério, surgiu junto com o Botafogo Futebol Clube.
Foi um dos primeiros campos de futebol da região de Ribeirão Preto que recebeu jogos oficiais.
Destacou-se, também, por ser o segundo campo de futebol de Ribeirão Preto, e um dos primeiros do estado de São Paulo.
Durante a Fase Amadora do Come-Fogo, o Estádio da Vila Tibério foi palco de 9 das 22 partidas desse clássico.
Em 23 de outubro de 1938, houve um jogo comemoratativo para a inauguração das arquibancadas entre o Botafogo 3x3 São Paulo FC, no qual o São Paulo levou a Taça Cigarros Trianon.
O estádio foi ampliado para receber 15 mil pessoas, quando o Botafogo subiu para a primeira divisão do Campeonato Paulista em 1956.
A primeira vitória do Botafogo na primeira divisão do Campeonato Paulista, aconteceu no Estádio da Vila Tibério, no dia 16 de junho de 1957. Na partida, o Botafogo bateu a Portuguesa Santista por 1 a 0.
Em 13 de novembro de 1958, foram inaugurados os refletores do estádio, e para marcar o evento o Botafogo bateu o Atlético Mineiro por 2 a 0. Em 2 de dezembro de 1967, foi realizado o último jogo no estádio, e o Botafogo perdeu para o Corinthians por 3 a 0.
Hoje, o terreno onde antes ficava o Estádio, funciona um clube poliesportivo.